# Deirdre Cartwright
Deirdre Cartwright (* 27. Juli 1956 in London) ist eine britische Gitarristin des Fusion-Jazz.

## Leben
Cartwright lernte als Kind Klavier, ist jedoch auf der Gitarre Autodidaktin. Seit 1973 spielte sie in ihrer Heimatstadt in verschiedenen Jazz-Combos, aber auch in Big Bands. 1981 gründete sie mit Ruthie Smith und weiteren Musikerinnen die „Guest Stars“, eine weibliche Fusionband. Im Fernsehlehrgang „Rockschool“ der BBC war sie als Gitarrenspezialistin engagiert und verfasste auch Lehrmaterial zur Serie, die 2 Millionen Zuschauer in Großbritannien erreichte und auch in anderen Ländern ausgestrahlt wurde.
1984 war sie mit den „Guest Stars“ auf Tournee in den Vereinigten Staaten, anschließend auch in anderen Ländern. Die Band brachte drei Alben heraus; insbesondere das erste war erfolgreich. Nach Auflösung der Band 1988 arbeitete Cartwright mit Musikern wie Ian Shaw, Carol Grimes, Annie Whitehead (Vortex Foundation Big Band) und Tal Farlow. 1992 gründete sie ihr eigenes Quintett (Deirdre Cartwright Group), zu dem neben ihren beiden „Guest Star“-Kolleginnen Alison Rayner (Bass) und Louise Elliott (Saxophon) die Perkussionisten Chris Baron und Gary Hammond gehörten, mit dem sie mehrfach auf Tournee ging und Alben mit eigenen Kompositionen vorlegte. 1998 war sie mit der Keyboarderin Janette Mason, Alison Rayner und Carola Grey unterwegs.
Weiterhin spielte Deirdre Cartwright mit den Electric Landladies, Sisters in Jazz, den Giant Steppes und Marjorie Whylie, betrieb in London einen eigenen Jazzclub Blow the Fuse(mit Alison Rayner), benannt nach einer Band, die sie Ende der 1980er Jahre mit Rayner hatte, und trat auch als Radiomoderatorin in der Sendung Jazz Notes BBC Radio 3 hervor.

## Diskographie
- Tune Up Turn On Stretch Out (2008)
- Dr Quantum Leaps (2005)
- Precious Things (2002)
- Play (1996)
- Debut (1994)
- Live in Berlin (1987)
- Out at Night (1986)
- The Guest Stars (1985)

## Lexigraphische Einträge
- Ian Carr, Digby Fairweather, Brian Priestley: Rough Guide Jazz. Der ultimative Führer zur Jazzmusik. 1700 Künstler und Bands von den Anfängen bis heute. Metzler, Stuttgart/Weimar 1999, ISBN 3-476-01584-X.
- John Chilton: Who’s Who of British Jazz. Continuum, London 2004, ISBN 0-8264-7234-6.